# スペル松田
スペル 松田（スペル まつだ、1975年8月5日 - ）は日本の俳優、ナレーター。本名、松田 靖幸（まつだ やすゆき）。大分県出身。